# Christiane Chauviré
Christiane Chauviré, född 30 oktober 1945 i Lyon, är en fransk filosof. Hon är specialist på Charles Sanders Peirce och Ludwig Wittgenstein, och försvarar själv en medvetandefilosofi inspirerad av den senare.